# Cale, Arkansas
Cale là một thị trấn thuộc quận Nevada, tiểu bang Arkansas, Hoa Kỳ. Năm 2010, dân số của thị trấn này là 79 người.

## Dân số
- Dân số năm 2000: 75 người.
- Dân số năm 2010: 79 người.